# مایکل والچهوفر
مایکل والچهوفر (انگلیسی: Michael Walchhofer; ۲۸ آوریل ۱۹۷۵ – ) اسکی‌باز آلپاین اهل اتریش بود.

## زندگی
والچهوفر در راداشتات ، سالزبورگ ، اتریش متولد شد و کار خود را در رشته اسلالوم آغاز کرد ، اما سپس به رشته‌های سرعت روی آورد. در طول دوران حرفه‌ای خود، او سه بار عنوان قهرمانی فصل جام جهانی را در رشته داون‌هیل، یک مدال نقره المپیک و یک مدال طلا، دو نقره و یک برنز در مسابقات قهرمانی جهان کسب کرد. والچوفر اولین کسی بود که در دسامبر ۲۰۱۰ سه بار در بورمیو داون‌هیل برنده شد . آخرین مسابقه جام جهانی او، داون‌هیل در فینال لنزرهاید در مارس ۲۰۱۱ بود.
والچهوفر مدت‌هاست که مالک زنجیره‌ای از هتل‌های لوکس در دامنه‌های شیب‌دار است و همچنین یک مدرسه اسکی را اداره می‌کند.